# Медвежье (Омская область)
Медве́жье — село в Исилькульском районе Омской области. Административный центр Медвежинского сельского поселения.

## История
Основано в 1908 году. В 1928 году посёлок состоял из 44 хозяйств, основное население — русские. В административном отношении находился в составе Кульджугутского сельсовета Исилькульского района Омского округа Сибирского края.

## Население
| 1926 | 2002 | 2010 |
| ---- | ---- | ---- |
| 278  | ↗997 | ↘861 |

## Улицы
| - ул. Восточная, - ул. Гагарина, - ул. Зелёная, - ул. Ленина, | - ул. Ленинградская, - ул. Механизаторов, - ул. Мира, - ул. Новая, | - ул. Октябрьская, - ул. Петра Морозова, - ул. Свердлова, - ул. Южная. |